# Leonard Podhorski-Okołów

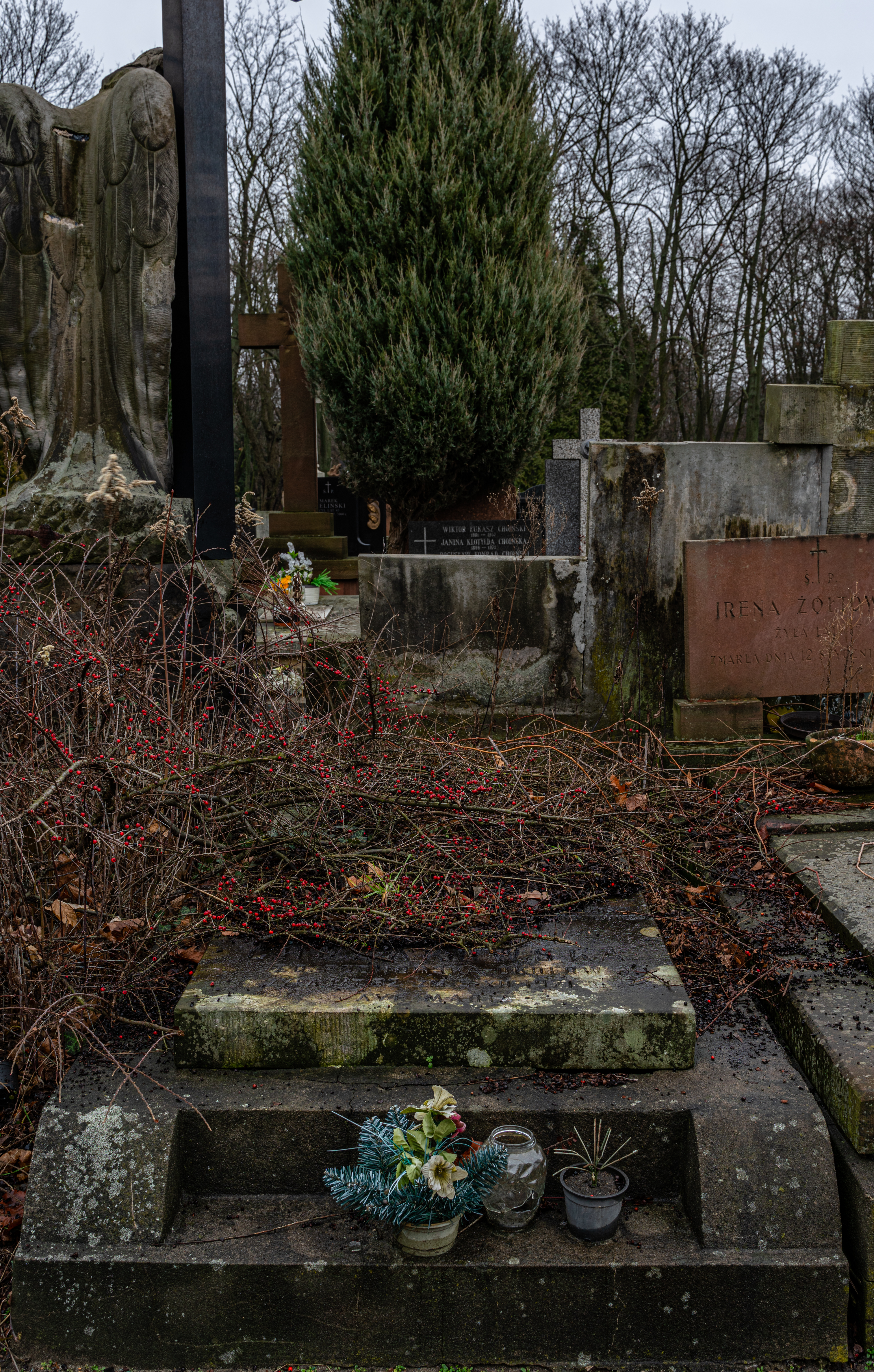
Grób Leonarda Podhorskiego-Okołowa na cmentarzu Powązkowskim

Leonard Podhorski-Okołów, ps. „Elpe”, „L.P.-O.” (ur. 21 grudnia 1891 w majątku Rym, w pow. słuckim, zm. 4 stycznia 1957 w Warszawie) – polski poeta i tłumacz, historyk literatury polskiej.

## Życiorys
Od 1912 studiował polonistykę na Uniwersytecie Lwowskim. Jako poeta debiutował w „Skamandrze” w 1921 r. Głównym źródłem inspiracji Podhorskiego była poezja symbolizmu rosyjskiego i twórczość Adama Mickiewicza. Wnikliwy badacz twórczości i biografii Adama Mickiewicza. W latach 1955–1957 był dyrektorem Muzeum Literatury im. Adama Mickiewicza w Warszawie.
Pochowany na cmentarzu Stare Powązki w Warszawie (kwatera 81-6-14)

## Twórczość
- Słoneczny śmiech (1912)
- Droga do Emaus (1923)
- Białoruś. Poezje (1924)
- Realia mickiewiczowskie (1952)
- przekłady z poezji i prozy rosyjskiej: między innymi Turgieniew, Lermontow, Błok i inni.